# Karl Rove

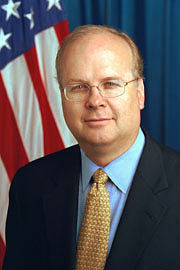
Karl Rove

Karl Christian Rove (Denver (Colorado), 25 december 1950) is een Amerikaans politiek adviseur en docent aan de Universiteit van Texas. Rove was de politiek strateeg van president George W. Bush en een van diens belangrijkste adviseurs. Zijn politieke en maatschappelijke visie viel grotendeels samen met die van Bush en dat kwam ook duidelijk naar voren in de beleidsbepaling. Hij stapte op 31 augustus 2007 op als adviseur van de president, naar eigen zeggen om meer tijd door te brengen bij zijn familie.

## Levensloop

### Begin van de loopbaan
Karl Rove begon zijn politieke carrière aan de Universiteit van Utah (die hij zonder diploma weer verliet) bij de College Republicans, waarvan hij in 1973 en 1974 de voorzitter was. De jaren daarna was hij op allerlei plaatsen actief in de Republikeinse Partij. In 1980 assisteerde hij George H.W. Bush in zijn verkiezingscampagne.
In 1981 stichtte Rove een adviesbureau in Austin (Texas). De eerste klanten van dit bureau waren Bill Clements, een republikeinse gouverneur, en Phil Gramm, een democratisch afgevaardigde van het Huis van Afgevaardigden.

### Politiek strateeg
In 1993 werd Rove adviseur van George W. Bush tijdens diens campagnes als gouverneur van Texas (in 1994 en 1998). In 1999 gaf hij zijn adviesbureau op om zich geheel te wijden aan de verkiezing en latere herverkiezing van George W. Bush tot president van de Verenigde Staten (in 2000 en 2004). Als strateeg was hij voor de republikeinen buitengewoon waardevol. Rove kreeg onder democraten de titel Prince of Darkness (Prins der Duisternis, een van de titels van satan) omdat hij met succes enkele van oudsher democratische staten geheel liet overgaan naar de republikeinen. Het Huis van Afgevaardigden, de Senaat en het presidentschap lagen geheel in handen van de republikeinen en de verwachtingen waren rond 2004 dat dit nog lang zo zou blijven. De doelstelling om een permanente republikeinse meerderheid te bouwen liep in 2006 echter spaak. De oorlogen in Irak en Afghanistan en ook het onhandige optreden bij orkaan Katrina deden de populariteit van de president fors dalen en dat straalde af op de partij. Ook waren er republikeinse congresleden verwikkeld in corruptiezaken. Bovendien hadden de democraten veel van de technieken van Rove overgenomen. Bij tussentijdse congresverkiezingen in 2006 moesten de republikeinen een forse nederlaag incasseren. Ze verloren de meerderheid in beide huizen van het Congres. De houdbaarheidsdatum van de strategie van Rove leek verstreken. In augustus 2007 kondigde Rove zijn vertrek aan en verliet hij de landelijke politiek.
Na zijn vertrek bleef Rove actief voor de Republikeinse Partij. Hij werkt voor diverse republikeinse politici. Ook wordt hij vanwege zijn kennis geregeld gevraagd als politiek commentator. In 2013 was hij medeoprichter van de Conservative Victory Project. Dit is een tegenbeweging voor de radicale Tea Party-beweging die de republikeinen in haar greep heeft gekregen. Zijn zorg is dat de Republikeinse Partij door een overdaad aan radicale kandidaten zichzelf naar de marge drijft. Met het Conservative Victory Project wil hij gematigdere kandidaten steunen om kandidaten van de Tea Party te verslaan in voorverkiezingen. Hierdoor wordt Rove geregeld onder vuur genomen door Tea Party-republikeinen. 
- Bibsys: 5034115
- Bibliothèque nationale de France: cb15034371s (data)
- CiNii: DA19088969
- Gemeinsame Normdatei: 12482305X
- International Standard Name Identifier: 0000 0003 7414 3568
- Library of Congress Control Number: no2003011458
- National Archives and Records Administration: 24740262
- Nationale Bibliotheek van Tsjechië: js20051205012
- Nationale Bibliotheek van Israël: 987007436416605171
- Nederlandse Thesaurus van Auteursnamen: 269408606
- Réseau des bibliothèques de Suisse occidentale: 02-A017622336
- SNAC: w6f61b2b
- Système universitaire de documentation: 07475582X
- Virtual International Authority File: 35399637
- WorldCat: E39PBJmHPcWyBJ7cJQfBDFQpfq